# 富山県小学校一覧
| 総数                    | 182校・1分校     |
| 国立                    | 1校              |
| 公立                    | 180校・1分校     |
| 私立                    | 1校              |
| 教育委員会所在地        | 〒930-8501       |
| 富山県富山市新総曲輪1-7 |                  |
| 公式サイト              | 富山県教育委員会 |

富山県小学校一覧（とやまけんしょうがっこういちらん）は、富山県の小学校の一覧。

## 国立小学校
- 富山大学教育学部附属小学校

## 公立小学校

### 富山市
- 富山市立岩瀬小学校
- 富山市立豊田小学校
- 富山市立萩浦小学校
- 富山市立四方小学校
- 富山市立八幡小学校
- 富山市立草島小学校
- 富山市立倉垣小学校
- 富山市立呉羽小学校
- 富山市立長岡小学校
- 富山市立寒江小学校
- 富山市立老田小学校
- 富山市立古沢小学校
- 富山市立池多小学校
- 富山市立桜谷小学校
- 富山市立五福小学校
- 富山市立奥田小学校
- 富山市立奥田北小学校
- 富山市立神明小学校
- 富山市立新庄小学校
- 富山市立新庄北小学校
- 富山市立針原小学校
- 富山市立浜黒崎小学校
  - 富山市立浜黒崎小学校松風分校
- 富山市立大広田小学校
- 富山市立広田小学校
- 富山市立水橋中部小学校
- 富山市立水橋西部小学校
- 富山市立水橋東部小学校
- 富山市立三郷小学校
- 富山市立上条小学校
- 富山市立西田地方小学校
- 富山市立芝園小学校
- 富山市立柳町小学校
- 富山市立東部小学校
- 富山市立藤ノ木小学校
- 富山市立山室小学校
- 富山市立山室中部小学校
- 富山市立太田小学校
- 富山市立堀川小学校
- 富山市立堀川南小学校
- 富山市立蜷川小学校
- 富山市立熊野小学校
- 富山市立月岡小学校
- 富山市立新保小学校
- 富山市立光陽小学校
- 富山市立中央小学校
- 富山市立大沢野小学校
- 富山市立大久保小学校
- 富山市立船峅小学校
- 富山市立上滝小学校
- 富山市立福沢小学校
- 富山市立小見小学校
- 富山市立八尾小学校
- 富山市立杉原小学校
- 富山市立保内小学校
- 富山市立樫尾小学校
- 富山市立速星小学校
- 富山市立鵜坂小学校
- 富山市立朝日小学校
- 富山市立宮野小学校
- 富山市立古里小学校
- 富山市立神保小学校
- 富山市立音川小学校
- 富山市立山田小学校
- 富山市立神通碧小学校
- 富山市立大庄小学校

### 高岡市
- 高岡市立高岡西部小学校
- 高岡市立国吉義務教育学校
- 高岡市立五位小学校
- 高岡市立博労小学校
- 高岡市立牧野小学校
- 高岡市立二塚小学校
- 高岡市立千鳥丘小学校
- 高岡市立木津小学校
- 高岡市立成美小学校
- 高岡市立万葉小学校
- 高岡市立能町小学校
- 高岡市立定塚小学校
- 高岡市立平米小学校
- 高岡市立下関小学校
- 高岡市立野村小学校
- 高岡市立伏木小学校
- 高岡市立古府小学校
- 高岡市立南条小学校
- 高岡市立戸出東部小学校
- 高岡市立戸出西部小学校
- 高岡市立中田小学校
- 高岡市立福岡小学校
- 高岡市立太田小学校

### 魚津市
- 魚津市立よつば小学校
- 魚津市立星の杜小学校
- 魚津市立経田小学校
- 魚津市立清流小学校
- 魚津市立道下小学校

### 氷見市
- 氷見市立朝日丘小学校
- 氷見市立灘浦小学校
- 氷見市立海峰小学校
- 氷見市立上庄小学校
- 氷見市立窪小学校
- 氷見市立西の杜学園
- 氷見市立湖南小学校
- 氷見市立十二町小学校
- 氷見市立宮田小学校
- 氷見市立比美乃江小学校

### 滑川市
- 滑川市立北加積小学校
- 滑川市立西部小学校
- 滑川市立田中小学校
- 滑川市立寺家小学校
- 滑川市立東部小学校
- 滑川市立南部小学校
- 滑川市立東加積小学校

### 黒部市
- 黒部市立生地小学校
- 黒部市立石田小学校
- 黒部市立宇奈月小学校
- 黒部市立荻生小学校
- 黒部市立桜井小学校
- 黒部市立中央小学校
- 黒部市立村椿小学校
- 黒部市立若栗小学校
- 黒部市立たかせ小学校

### 砺波市
- 砺波市立庄川小学校
- 砺波市立庄東小学校
- 砺波市立庄南小学校
- 砺波市立鷹栖小学校
- 砺波市立出町小学校
- 砺波市立砺波東部小学校
- 砺波市立砺波南部小学校
- 砺波市立砺波北部小学校

### 小矢部市
- 小矢部市立石動小学校
- 小矢部市立津沢小学校
- 小矢部市立蟹谷小学校
- 小矢部市立東部小学校
- 小矢部市立大谷小学校

### 南砺市
- 南砺市立井波小学校
- 南砺市立南砺つばき学舎
- 南砺市立福光南部小学校
- 南砺市立上平小学校
- 南砺市立城端小学校
- 南砺市立福光中部小学校
- 南砺市立福光東部小学校
- 南砺市立福野小学校
- 南砺市立利賀小学校

### 射水市
- 射水市立新湊放生津小学校
- 射水市立作道小学校
- 射水市立片口小学校
- 射水市立堀岡小学校
- 射水市立東明小学校
- 射水市立塚原小学校
- 射水市立小杉小学校
- 射水市立金山小学校
- 射水市立歌の森小学校
- 射水市立太閤山小学校
- 射水市立中太閤山小学校
- 射水市立大門小学校
- 射水市立大島小学校
- 射水市立下村小学校

### 中新川郡
- 舟橋村立舟橋小学校
- 上市町立相ノ木小学校
- 上市町立上市中央小学校
- 上市町立白萩西部小学校
- 上市町立南加積小学校
- 上市町立宮川小学校
- 上市町立陽南小学校
- 立山町立釜ヶ渕小学校
- 立山町立高野小学校
- 立山町立立山小学校
- 立山町立立山北部小学校
- 立山町立利田小学校
- 立山町立立山中央小学校

### 下新川郡
- 入善町立入善小学校
- 入善町立上青小学校
- 入善町立飯野小学校
- 入善町立桃李小学校
- 入善町立黒東小学校
- 入善町立ひばり野小学校
- 朝日町立あさひ野小学校
- 朝日町立さみさと小学校

## 私立小学校
- 片山学園初等科